# Bulgarischer Aufstieg
Bulgarischer Aufstieg (bulgarisch Български възход Balgarski Waschod; BW) ist eine nationalkonservative politische Partei in Bulgarien. Sie wurde am 5. Mai 2022 von Stefan Janew gegründet, dem ehemaligen Premierminister der Übergangsregierungen Janew I und II und Verteidigungsminister.

## Politische Positionen
Manche beschreiben die Partei als pro-Putin als auch als prorussisch. Der damals zukünftige Parteivorsitzender Janew schied im März 2022 aus der Regierung Petkow aus, nachdem er widersprach, dass der Russischer Überfall auf die Ukraine ein Krieg sei. Er trat der Partei zwei Monate später bei. Die Partei unterstützt trotzdem die Lieferung von militärische Hilfe an die Ukraine mit der Bedingung, dass Bulgarien moderne NATO-Waffen als Austausch erhält.
Über die Haltung der Partei in Wirtschaftsfragen besteht kaum Übereinstimmung. Sie wird als Mitte-links eingestuft, obwohl Janew selbst sagt, dass die Partei weder links noch rechts sei.
Die Partei erhielt Kritik dafür, dass die Partei keine eigene Positionen für viele politischen Themen hätte.

## Wahlergebnisse

### Nationalversammlung
| Wahl         | Stimmen | %           | Sitze  | ±   |
| ------------ | ------- | ----------- | ------ | --- |
| 2022         | 115.867 | 4,62 % (#7) | 12/240 | Neu |
| 2023         | 77.420  | 3,1 % (#7)  | 0/240  | ▼12 |
| Juni 2024    | 12.322  | 0,6 % (#14) | 0/240  | ▬   |
| Oktober 2024 | 10.308  | 0,4 % (#11) | 0/240  | ▬   |

| Wahl | Stimmen | %           | Sitze | ±   |
| ---- | ------- | ----------- | ----- | --- |
| 2024 | 9.510   | 0,5 % (#16) | 0/17  | Neu |